# Rosalía Gómez Lasheras
Ne doit pas être confondu avec Rosalía.
Rosalía Gómez Lasheras est une pianiste classique espagnole

## Biographie
Rosalía Gómez Lasheras est née en 1994 à Saint-Jacques-de-Compostelle, en Espagne.
Elle commence sa formation pianistique à l'âge de cinq ans avec Maria José Cervio et Alexander Gold au conservatoire de sa ville natale. Elle étudie ensuite sous la direction de Alan Weiss au conservatoire d'Utrecht en vue de l'obtention du baccalauréat universitaire de piano. Elle travaille un master ainsi qu'un diplôme de soliste avec Claudio Martínez Mehner et Anton Kernjak au Hochschule für Musik Basel.
Gómez Lasheras suit une formation de claveciniste aux Pays-Bas avec Siebe Henstra puis à la Schola Cantorum de Bâle où le piano-forte lui est enseigné par Edoardo Torbianelli tout en poursuivant le clavecin sous la houlette de Jörg-Andreas Bötticher (de). De plus, elle reste en contact étroit avec des musiciens influents comme  Amandine Beyer, Kennedy Moretti, Iason Marmaras, Sergio Azzolini, Rita Wagner et Ferenc Rados. Elle complète sa formation au sein de classes de maître avec Kennedy Moretti (en), Jerome Rose (en), Eldar Nebolsin, Lilya Zilberstein, Fou Ts’ong, Menahem Pressler, Galina Eguiazarova (en), Dimitri Bashkirov, Andras Schiff et Elisabeth Leonskaja, entre autres.
Elle remporte le Concours de la Fondation de Jeunes Pianistes d'Amsterdam en 2013,,.

## Carrière
Dès lors, les grandes salles s'ouvrent devant elle : Tivoli Vredenburg Utrecht (2015), Palais de la musique catalane (2015), l'Opéra du Caire (2016), Konzerthaus Dortmund (2018) et la Résidence de Munich (2018) parmi les plus importantes mais d'autres également  en Espagne, Pays-Bas, Portugal, Belgique, Suisse, Allemagne, Russie, Égypte et États-Unis.
Gómez Lasheras a une grande expérience de soliste. Elle a travaillé avec des chefs de premier ordre comme  Philippe Herreweghe et Stephan Asbury ainsi qu'avec des formations réputées telles que le Real Filharmonia de Galicia (es), l'Orquesta Presjovem, l'Orkestacademie, l'Orquesta Gaos, le Noord Nederlands Orkest (en) des Pays-Bas, le Nederlands Jonge Orkest, le Cairo Symphony Orchestra et l'Orchestre symphonique de Bâle.
Elle a également travaillé avec des spécialistes formés à la pratique d'exécution historique tels que Kristian Bezuidenhout, Malcolm Bilson, Christophe Coin,  Olivier Fourés, Claire Bianchini et Clive Brown. Elle est en contact avec le milieu des jeunes pianistes comme la Fondation Royaumont et La Nouvelle Athènes. Elle joue pour dans des festivals de cycles musicaux récurrents : festival Espazos Sonoros, Jagthuis Fortepiano Weekend, Utrecht Early Music Festival Fringe, Musica Antica da Camera.
Sa passion pour l'esthétique la conduit à jouer sur des claviers baroqueux aussi bien que sur des claviers électroniques. Son Hommage à Clara Schumann interprété sur un piano forte ou son programme “Ricercare” explore les limites du système tonal par l'utilisation de l'échelle chromatique. Par ailleurs, s'impliquant dans des festivals de musique contemporaine, elle interprète des premières mondiales de compositeurs peu connus comme A. Frank, E. Schoenberger ou G. F. Haas.
Gómez Lasheras collabore régulièrement avec nombre d'ensembles de musique de chambre. Son duo avec le violoniste est récompensé au Concours BOG Duo ainsi qu'au Concours Orpheus Chamber Music. Elle est invitée, entre autres, au Festival Storioni, au Festival Delft Chamber Music, au Festival Shiermonnikoog Chamber Music, au Festival Swiss Chamber Music, au Festival Wissembourg Chamber Music aux Classiques de Verone et aux Musikdorf Ernen.

## Récompenses
Gómez Lasheras est sponsorisée par la Diputación de la Coruña, Juventudes Musicales de España, Mozart Gesellschaft Dortmund et DOMS Stiftung.
En 2015, le journal El Correo Gallego la récompense du titre Galician of the Year pour son « éblouissante carrière et son  exceptionnelle maturité artistique ».